# Haldbjerg
Haldbjerg is een plaats in de Deense regio Noord-Jutland, gemeente Frederikshavn. De plaats telt 340 inwoners (2019) en valt binnen de parochie Understed. Haldbjerg ligt nabij de woonkern Vangen, vlak bij de E45.
Haldbjerg is ontstaan in de jaren voorafgaand aan de gemeentelijke herindelingen van 1970. Op de destijds uitgegeven stukken grond zijn rond de 100 woningen gebouwd. Dankzij de gunstige ligging op een heuvel met uitzicht over het Kattegat werden de uitgegeven gronden snel verkocht.
De naam Haldbjerg is een samentrekking van de woorden hald en bjerg, die 'helling' respectievelijk 'berg' betekenen. De plaatsnaam werd overigens jarenlang verkeerd gespeld en stond officieel als 'Halbjerg' bekend. Op verzoek van de inwoners heeft de gemeente Frederikshavn een naamswijziging doorgevoerd; vanaf oktober 2010 mocht de naam alvast gespeld worden als Haldbjerg, een jaar later was het ook door de landelijke overheid officieel doorgevoerd.